# Panfilov huszonnyolc gárdistája

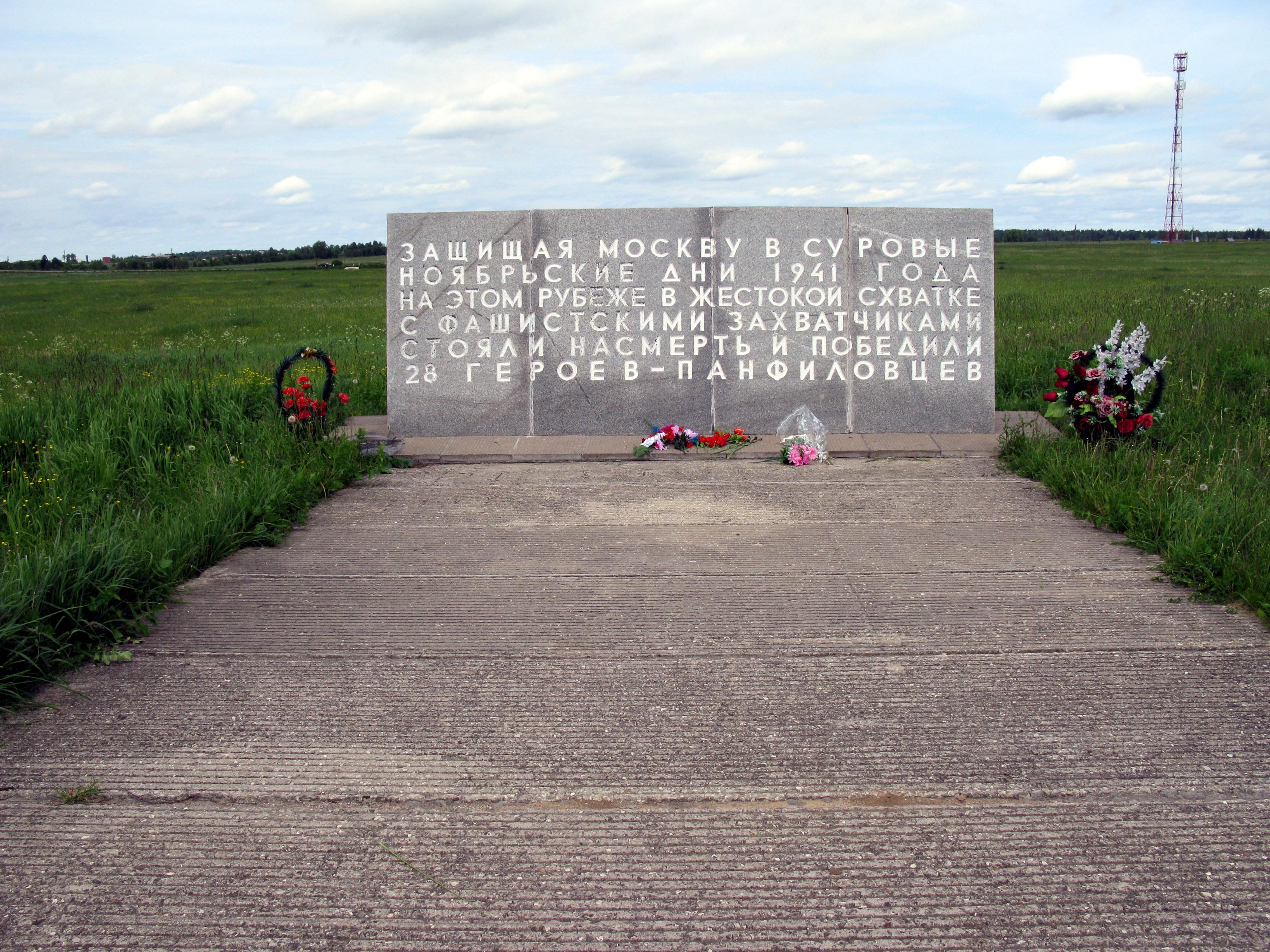
A gárdisták emlékműve Duboszekovóban

A Panfilov-hadosztály huszonnyolc gárdistája (oroszul: Двадцать восемь гвардейцев дивизии Панфилова ), akiket Panfilov embereiként (Панфиловцы, panfilovci) is említenek, a Vörös Hadsereg 316. lövészhadosztályának katonái voltak, akik részt vettek Moszkva védelmében a második világháború alatt. A hivatalos szovjet történetírás szerint 1941. november 16-án mindnyájan elestek a harcban, miután megsemmisítettek 18 német tankot. Huszonnyolcukat együttesen tüntették ki a Szovjetunió Hőse címmel. A szovjet hatóságok egy 1948-as vizsgálata során kiderült, hogy az események leírása túlzó volt, és a katonák közül hatan még életben voltak. Az eredményeket titokban tartották, és a huszonnyolc gárdistát nemzeti hősként tisztelték a Szovjetunió összeomlásáig.

## Időrend

### A duboszekovói csata
1941. szeptember 30-án a Wehrmacht megindította a Moszkva elleni támadást. November közepén a német támadó egységek már csak 100 kilométerre voltak a Szovjetunió fővárosától.
A Vörös Hadsereg 316. lövészhadosztálya – mely alakulat többnyire a Kazah és a Kirgiz Szovjet Köztársaságok újoncaiból állt, Ivan Panfilov tábornok parancsnoksága alatt – vett fel védekező pozíciót Volokalamszk környékén Konsztantyin Rokosszovszkij 16. hadseregének részeként. November 16-ának reggelén a hadosztály 1075. ezredének pozíciója Duboszekovo falu közelében volt, amikor a német erők 11. páncéloshadosztálya megtámadta. Az erős német nyomás alatt az ezred megtört és visszavonult a területről. Egy későbbi vallomásban az 1075-ösök parancsnoka, Ilja Kaprov ezredes azt mondta, hogy egysége a német tankokkal lépett harcba, és hogy a 2. zászlóaljának 4. százada – Pavel Gungyilovics százados parancsnoksága alatt – több mint százfős veszteséget szenvedett, bár néhány tankot sikerült elpusztítaniuk. A németek december 20-ára elfoglalták Duboszekovót.

### A Krasznaja Zvezda-cikkek
1941. november 24-én Vaszilij Korotyejev – a Vörös Hadsereg napilapjának, a Krasznaja Zvezdának fronttudósítója – elutazott a 16. hadsereg főhadiszállására, hogy meginterjúvolja Rokosszovszkijt. Közben a parancsnokságon találkozott Szergej Jegorov komisszárral, a 8. Panfilov gárdahadosztály politikai tisztjével (a 316. hadosztályt november 18-án elesett parancsnoka tiszteletére átnevezték). Jegorov beszélt a riporternek a csapatról, amely szembeszállt 54 ellenséges tankkal és az utolsó töltényig harcoltak és azt a két katonát akik meg akarták adni magukat, saját maguk lőtték le. A komisszár hozzátette, hogy ő nem volt jelen az eseménynél, és azt egy másik politikai tiszttől hallotta. Ő ajánlotta, hogy Korotyejev írhatna erről az újságban.
Miután visszatért Moszkvába, Korotyejev beszélt az esetről a Krasznaja Zvezda szerkesztőjével, David Ortenberggel, aki megkérdezte, hogy hány katona vett részt az összecsapásban. Korotyejev egy kitalált számot, harmincat adott meg, amiből lejött a két áruló, így jött ki a huszonnyolc. Ortenberg úgy döntött, hogy két dezertőr túl sok volna, és azt mondta, csökkentsék a számukat egyre. November 27-én jelent meg a Krasznaja Zvezdában Korotyejev Gárdisták a moszkvai csatában című cikke. A beszámoló tárgyalta a Panfilov-hadosztály részvételét a harcban, és megemlítette, hogy „a katonák egy csoportja megtámadott egy 54 ellenséges tankból álló hadoszlopot míg azok meg nem hátráltak...” és hozzátette, hogy egy Gyijev nevű komisszár vezette a katonákat amíg azok mindannyian el nem estek. Korotyejev azt írta, hogy az ellenség nyolcszáz főt és 18 tankot veszített. A következő napon Alekszandr Krivickij újságíró, a Krasznaja Zvezda szerkesztőségi cikkében A huszonnyolc hős végrendelete címmel írt a Duboszekovóban történt esetről, ami ugyanazt a leírást mutatta be az eseményekről, hozzátéve, hogy valamennyi gárdista egy tömegsírba lett eltemetve a faluban.

### A Krivickij-küldetés
1942 januárjában, miután a területet, melyen a harcok zajlottak megtisztították a német erőktől, Krivickij – Karpovval, Gungyiloviccsal és az 1075. ezred politikai tisztjével, Ahmedzsan Muhamegyjarovval együtt – Duboszekovóba mentek Ortenberg parancsára. A helyi falusiak addigra megtaláltak a területen 6 holttestet a Vörös Hadsereg katonái közül, közülük egyik a 4. század politikai tisztje, Vaszilij Klocskov, becenevén "Gyijev" volt, aki állítólag a huszonnyolc katonát vezette. Gundilovics és Muhamegyjarov összeállított egy listát azoknak a katonáknak a neveiből, akiket gárdistaként azonosítottak. 1942. január 22-én Krivickij megjelentetett egy újabb cikket a Krasznaja Zvezdában, leírva Klocskov utolsó szavait: „Oroszország hatalmas föld, még sincs hova meghátrálni – Moszkva mögöttünk van!”, és a gárdisták megsemmisítették a 18 tankot a maréknyi tankelhárító fegyverükkel és Molotov-koktélokkal. A cikk azt állította, hogy a csoport utolsó túlélője, Ivan Natarov közlegény leírta röviden a hőstettüket egy hadikórházban, mielőtt belehalt sérüléseibe. A halottak nevei kiegészítésként szerepeltek.
A huszonnyolcak története nagy népszerűséget kapott. 1942 márciusában Nyikolaj Tyihonov írt egy költeményt Vers a huszonnyolc gárdistának címmel. Más szerzők is követték példáját és számos irodalmi mű jelent meg a duboszekovói csatával kapcsolatban. Ennek hatására a gárdisták ünnepelt hősök lettek az egész Szovjetunióban.

### Kuzsebergenov letartóztatása
1942 májusában az NKVD letartóztatta a Nyugati front egyik katonáját, Danyiil Kuzsebergenovot, mert állítólag „eladta magát az ellenségnek”, vagyis megadással próbálkozott. Amikor kihallgatták, a gyanúsított azt állította, hogy ő azonos azzal a Danyiil Kuzsebergenovval, aki a listán szereplő huszonnyolc gárdista egyike. Az NKVD feltárta, hogy ő valóban szolgált az 1075. ezred 2. zászlóaljának 4. századában. Kuzsebergenov azt állította, hogy november 16-án egy robbanástól elvesztette eszméletét és egy német temető alakulat szedte fel, akik az hitték, hogy meghalt. Később sikerült megszöknie, és csatlakozott Dovator tábornok lovashadosztályához. A férfit később más résztvevők is felismerték, mint a duboszekovói csata egyik katonáját.
Az NKVD arra kényszerítette Kuzsebergenovot, hogy aláírjon egy vallomást, amiben beismeri, hogy ő soha nem volt jelen a csata helyén, és állításai az újságokból gyűjtött tényeken alapulnak. Muhamegyjarov komisszár írt egy levelet, amiben azt állította, hogy tévesen tulajdonították Danil Kuzsebergenovot a gárdisták egyikének egy másik katona, Aszkar Kuzsebergenov helyett, aki ezentúl a hivatalos publikációban felsorolt "Huszonnyolcak" közé tartozik. A hadosztály feljegyzései szerint, egy ugyanilyen nevű katona csatlakozott 1942 januárjában és röviddel azután megölték. Danyiil Kuzsebergenovot bebörtönözték más ember megszemélyesítésének és gyávaság vádjával, és később egy büntetőzászlóaljba küldték. A bűnügyi jegyzőkönyvből a „haza árulója” bejegyzést soha nem távolították el róla.
1942. július 21-én a gárdistákat posztumuszban kitüntették a Szovjetunió hőse címmel.

### Az Afanaszjev-jelentés
1947 novemberében, a Harkovi Katonai Ügyészség Hivatala letartóztatta Ivan Dobrobabint, egy kirgiz város, Kant lakóját, akit azzal vádoltak, hogy kollaborált az ellenséggel. Dobrobabin elmondta a nyomozóknak, hogy ő egyike volt a Panfilov-gárdistáknak. Az állítását igazolták; valóban ugyanaz az Ivan Dobrobabin volt, aki szerepelt a duboszekovói névsorban. Dobobabin azt állította, hogy a november 16-i csatában elfogták a németek, de sikerült megszöknie. Aztán elhatározta, hogy visszatér a szülővárosába, az ukrajnai Perekopba, amely német megszállás alatt volt. Ott Dobrobabin csatlakozott a helyi Hilfspolizei-hoz (kisegítő rendőrség), és annak vezetőjévé tették. Partizánellenes tevékenységben való részvételért és a kényszermunkások Németországba való deportálásának segítése miatt vádolták. 1944-ben, amikor a német vereség küszöbön állt, elmenekült a falujából és újra beállt a Vörös Hadseregbe. Mikor visszatért Kantba, egy emlékművet talált magáról, melyen mint a város hőse szerepelt. Dobrobabint elítélték és tizenöt évre börtönbe küldték.
A Dobrobabin-ügy a Panfilov-gárdisták történetének hivatalos vizsgálatához vezetett. Egy katonai ügyész, Nyikolaj Afanaszjev altábornagy felügyelte az eljárást. Amikor kikérdezte Karpovot, az ezredes elmondta neki, hogy bár nehéz harcok folytak Duboszekovóban, a gárdisták tényleg nem vitték véghez a sajtó által nekik tulajdonított tetteket. Amikor megkérdezte, Krivickij elismerte, hogy a cikkben szereplő legtöbb részletet ő találta ki, beleértve Klocskov utolsó szavait és a haldokló Natarov meséjét – az 1075. ezred személyzeti dokumentumaiból később kiderült, hogy Ivan Natarov két nappal a csata előtt esett el. Ortenberg és Korotyejev elmondta az ügyésznek hogy a legfőbb indítékuk az volt, hogy fokozzák a szovjet seregek morálját, és ezért tették közzé Jegorov történetét.

### A Panfilov-gárdisták a háború utáni korszakban

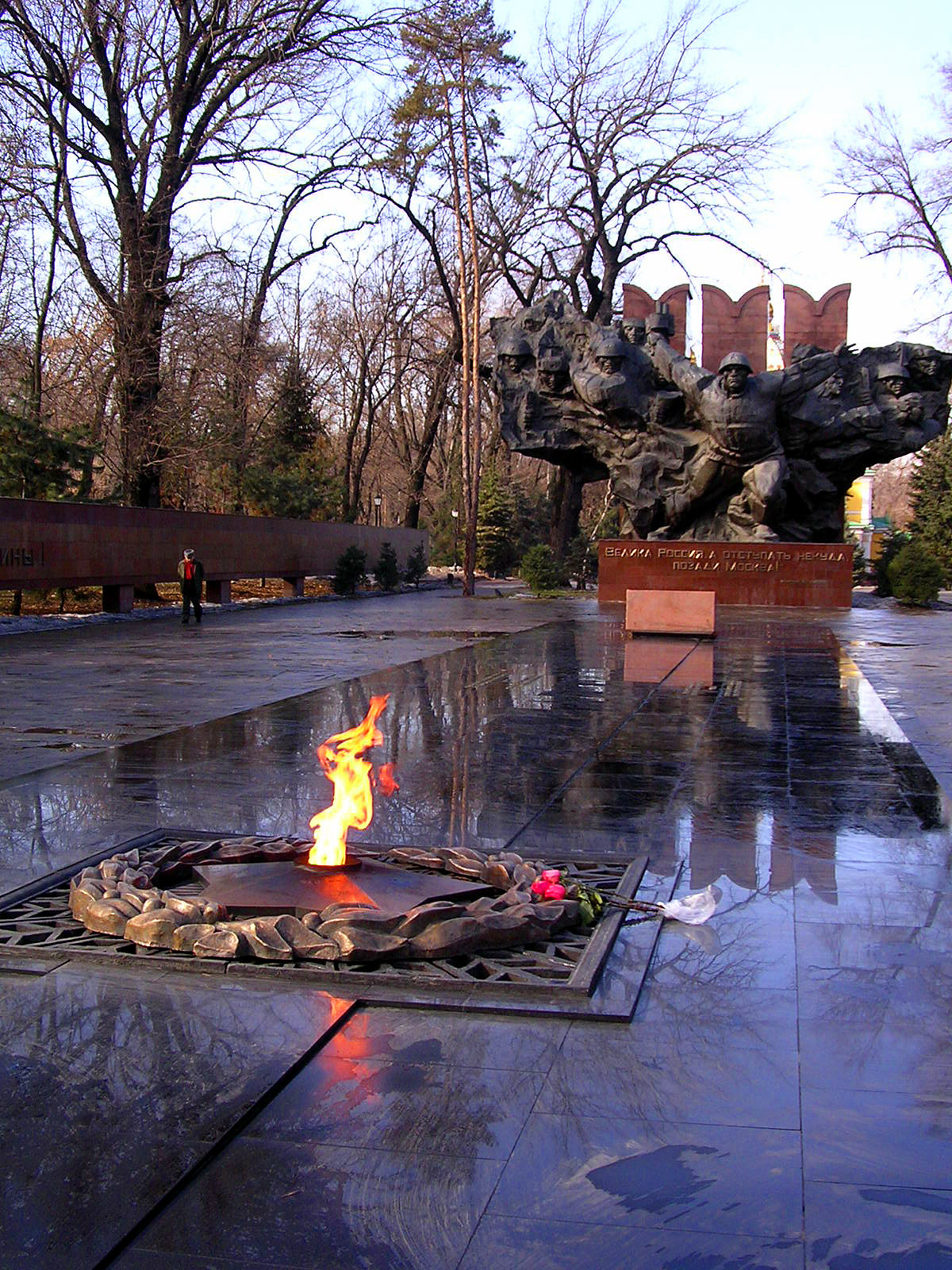
A huszonnyolc gárdista emlékműve Almatiban

Az Afanaszjev-jelentés ellenére a hivatalos szervek fenntartották a korábbi verziót. Az 1965. évben kiadott A Nagy honvédő háború története kijelenti, hogy a huszonnyolc Panfilov-gárdista megsemmisített 18 tankot és megölt 70 ellenséges katonát. Az elesett hősöknek emlékműveket emeltek az egész Szovjetunióban, beleértve öt 12 méter magas szobrot a csata színhelyének közelében és a Huszonnyolc gárdista-parkot Alma-Atában. Moszkva város himnusza hivatkozik a város "huszonnyolc bátor fiára".

## A huszonnyolc gárdista
- Vaszilij „Gyijev” Klocskov (1911. 3. 8. – 1941. 11. 16.)
- Ivan Sepetkov (1910. – 1941. 11. 16.)
- Abram Krjucskov (1910. – 1941. 11. 16.)
- Gavriil Mityin (1908. – 1941. 11. 16.)
- Alikbaj Kaszajev (1905. 5. 11. – 1941. 11. 16.)
- Grigorij Petrenko (1909. 11. 22. – 1941. 11. 16.)
- Nurszutbaj Jeszibulatov (1913. – 1941. 11. 16.)
- Dmitrij Kalejnyikov (1910. – 1941. 11. 16.)
- Pjotr Dutov (1916. 8. 6. – 1941. 11. 16.)
- Nyikolaj Mitcsenko (1910. 4. 3. – 1941. 11. 16.)
- Dujsenkul Sopokov (1915. 5. 19. – 1941. 11. 16.)
- Grigorij Konkin (1911. – 1941. 11. 16.)
- Nyikolaj Moszkalenko (1912. – 1941. 11. 16.)
- Pjotr Jemcov (1909. 5. 14. – 1941. 11. 16.)
- Nyikolaj Trofimov (1915. 5. 9. – 1941. 11. 16.)
- Jakov Bondarenko (1905. – 1941. 11. 16.)
- Grigorij Bezrodnij (1909. – 1941. 11. 16.)
- Muszabek Szengirbajev (1917. 3. 10. – 1941. 11. 16.)
- Nyikolaj Makszimov (1911. 7. 5. – 1941. 11. 16.)
- Nyikolaj Ananyjev (1912. 11. 19. – 1941. 11. 16.)
- Nyikolaj Belasev (1911. – 1941. 11. 16.)
- Ivan Natarov (1910. – 1941. 11. 16.)
- Danyiil Kuzsebergenov (1917. – 1976.)
- Grigorij Semjakin (1906. 12. 25. – 1973. 10. 25.)
- Ivan Sadrin (1913. 6. 17. – 1985. 10. 21.)
- Dmitrij Tyimofejev (1907. 2. 5. – 1950. 6. 6.)
- Larion Vasziljev (1910. 11. 5. – 1969. 10. 6.)
- Ivan Dobrobabin (1913. 6. 21. – 1996. 12. 19.)

## Fordítás
- Ez a szócikk részben vagy egészben  a   Panfilov's Twenty-Eight Guardsmen című angol Wikipédia-szócikk ezen változatának fordításán alapul.  Az eredeti cikk szerkesztőit annak laptörténete sorolja fel. Ez a jelzés csupán a megfogalmazás eredetét és a szerzői jogokat jelzi, nem szolgál a cikkben szereplő információk forrásmegjelöléseként.